# 科比耶尔地区泰藏
科比耶尔地区泰藏（法語：Thézan-des-Corbières）是法国奥德省的一个市镇，属于纳博讷区（Narbonne）迪尔邦科尔比埃县（Durban-Corbières）。该市镇2009年时的人口为544人。

## 人口
科比耶尔地区泰藏人口变化图示
| 数据来源：INSEE |